# Hydrelia sanguiniplaga
Hydrelia sanguiniplaga là một loài bướm đêm trong họ Geometridae.